# Southern Reach-trilogie
De Southern Reach-trilogie is een boekenreeks uit 2014 die geschreven werd door Jeff VanderMeer. De trilogie bestaat uit de romans Vernietiging, Autoriteit en Aanvaarding. In 2013 werden de filmrechten op de sciencefiction- en horrortrilogie verkocht aan Paramount Pictures.

## Boeken
1. Vernietiging (Annihilation)
2. Autoriteit (Authority)
3. Aanvaarding (Acceptance)

## Gebied X
In de drie boeken staat Gebied X centraal, een mysterieus ecosysteem waar zich bijzondere gebeurtenissen afspelen. Southern Reach is een overheidsbureau dat verschillende expedities organiseert die het gebied moeten verkennen en analyseren. Sommige expeditieleden keren op onverklaarbare wijze terug of sterven onder mysterieuze omstandigheden.

## Inspiratie
Een tocht van veertien mijl door het beschermde natuurgebied St. Marks National Wildlife Refuge in het noorden van Florida diende als inspiratie voor de trilogie. Heel wat dieren en planten die auteur Jeff VanderMeer in het gebied ontdekte, verschijnen ook in de Southern Reach-trilogie. Het natuurgebied bevat ook net als Gebied X een vuurtoren. In maart 2014 bracht VanderMeer een bezoek aan de St. Marks-vuurtoren. Daarnaast liet VanderMeer zich inspireren door Le cycle de la Montagne morte de la vie (1967) van schrijver Michel Bernanos.

## Verfilming
- Annihilation (2018)